# Ключ 142
Ключ 142 (трад. 蟲, упр. 虫) — ключ Канси со значением «насекомое»; один из 29, состоящих из шести штрихов.
В словаре Канси есть 1067 символ (из 49 030), которые можно найти c этим радикалом.

## История
Древняя идеограмма изображала червячка.
В современном виде иероглиф имеет значения «насекомое», «змея», «пресмыкающееся», а также общее название для представителей животного мира.
В составе сложных иероглифов, как правило, отражает отношение к насекомым и ползучим животным, таким как рептилии, насекомые, черви, амфибии и моллюски.
Это сильный ключевой знак.

Вид в Цзиньвэнь
Вид в Цзягувэнь
Вид в малой печати Чжуаньшу

В словарях находится под номером 142.

## Японское прочтение
(См. Кунъёми и Онъёми)
Чунбу (яп. Мусихэн) — 142-й ключ Канси. Относится к группе шестичертных ключей (люхуа).
В исходном написании без дополнительных черт иероглиф имеет два значения и два чтения. Кроме основного значения имеется значение «ядовитая змея», в этом случае иероглиф читается «хуэй».

## Примеры иероглифов
| Доп. штрихи | Иероглифы |
| ----------- | --- |
| 0           | 虫 |
| 1           | 虬 |
| 2           | 虭 虮 虯 虰 虱 虲 |
| 3           | 虳 虴 虵 虶 虷 虸 虹 虺 虻 虼 虽 虾 虿 蚀 蚁 蚂 蚃 |
| 4           | 蚄 蚅 蚆 蚇 蚉 蚊 蚋 蚌 蚍 蚎 蚏 蚐 蚑 蚒 蚓 蚔 蚕 蚖 蚗 蚘 蚙 蚚 蚛 蚜 蚝 蚞 蚟 蚠 蚡 蚢 蚣 蚤 蚥 蚦 蚧 蚨 蚩 蚪                                              |
| 5           | 蚫 蚬 蚭 蚮 蚯 蚰 蚱 蚲 蚳 蚴 蚵 蚶 蚷 蚸 蚹 蚺 蚻 蚼 蚽 蚾 蚿 蛀 蛁 蛂 蛃 蛄 蛅 蛆 蛇 蛈 蛉 蛊 蛋 蛌 蛍 蛎 蛏                                                 |
| 6           | 蚈 蛐 蛑 蛒 蛓 蛔 蛕 蛖 蛗 蛘 蛙 蛚 蛛 蛜 蛝 蛞 蛟 蛠 蛡 蛢 蛣 蛤 蛥 蛦 蛧 蛨 蛩 蛪 蛫 蛬 蛭 蛮 蛯 蛰 蛱 蛲 蛳 蛴                                              |
| 7           | 蛵 蛶 蛷 蛸 蛹 蛺 蛻 蛼 蛽 蛾 蛿 蜀 蜁 蜂 蜃 蜄 蜅 蜆 蜇 蜈 蜉 蜊 蜋 蜌 蜍 蜎 蜏 蜐 蜑 蜒 蜓 蜔 蜕 蜖 蜗 蝆                                                    |
| 8           | 蜘 蜙 蜚 蜛 蜜 蜝 蜞 蜟 蜠 蜡 蜢 蜣 蜤 蜥 蜦 蜧 蜨 蜩 蜪 蜫 蜬 蜭 蜮 蜯 蜰 蜱 蜲 蜳 蜴 蜵 蜶 蜷 蜸 蜹 蜺 蜻 蜼 蜽 蜾 蜿 蝀 蝁 蝂 蝃 蝄 蝅 蝇 蝈 蝊 蝋 蝕       |
| 9           | 蝉 蝌 蝍 蝎 蝏 蝐 蝑 蝒 蝓 蝔 蝖 蝗 蝘 蝙 蝚 蝛 蝜 蝝 蝞 蝟 蝠 蝡 蝢 蝣 蝤 蝥 蝦 蝧 蝨 蝩 蝪 蝫 蝬 蝭 蝮 蝯 蝰 蝱 蝲 蝳 蝴 蝵 蝶 蝷 蝸 蝹 蝺 蝻 蝼 蝽 蝾 蝿 螀 |
| 10          | 螁 螂 螃 螄 螅 螆 螇 螈 螉 螊 螋 螌 融 螎 螏 螐 螑 螒 螓 螔 螕 螖 螗 螘 螙 螚 螛 螜 螝 螞 螟 螠 螡 螢 螣 螤 螥 螦 螧 螨 螩                                     |
| 11          | 螪 螫 螬 螭 螮 螯 螰 螱 螲 螳 螴 螵 螶 螷 螸 螹 螺 螻 螼 螽 螾 螿 蟀 蟁 蟂 蟃 蟄 蟅 蟆 蟇 蟈 蟉 蟊 蟋 蟌 蟍 蟎 蟏 蟐 蟑 蟒                                     |
| 12          | 蟓 蟔 蟕 蟖 蟗 蟘 蟙 蟚 蟛 蟜 蟝 蟞 蟟 蟠 蟡 蟢 蟣 蟤 蟥 蟦 蟧 蟨 蟩 蟪 蟫 蟬 蟭 蟮 蟯 蟰 蟱 蟲 蟳 蟴 蟵                                                       |
| 13          | 蟶 蟷 蟸 蟹 蟺 蟻 蟼 蟽 蟾 蟿 蠀 蠁 蠂 蠃 蠄 蠅 蠆 蠇 蠈 蠉 蠊 蠋 蠌 蠍 蠎 蠏                                                                                  |
| 14          | 蠐 蠑 蠒 蠓 蠔 蠕 蠖 蠗 蠘 蠙 |
| 15          | 蠚 蠛 蠜 蠝 蠞 蠟 蠠 蠡 蠢 蠣 蠤 蠴 |
| 16          | 蠥 蠦 蠧 蠨 蠩 蠪 蠫 蠬 |
| 17          | 蠭 蠮 蠯 蠰 蠱 蠲 蠳 |
| 18          | 蠵 蠶 蠷 蠸 蠹 蠺 |
| 19          | 蠻 |
| 20          | 蠼 |
| 21          | 蠽 蠾 |
| 22          | 蠿 |

- Примечание: Ваш браузер может отображать иероглифы неправильно.